# Söhl (Tuntenhausen)
Söhl ist ein Ortsteil der Gemeinde Tuntenhausen im oberbayerischen Landkreis Rosenheim. Die Einwohner nennen ihr Dorf normalerweise "Sel", da dies tatsächlich einst der Name von Söhl war. Um 1800 war der Name als Söll kartiert.

## Lage
Söhl liegt im Nordwesten der Gemeinde Tuntenhausen an der Grenze zum Landkreis Ebersberg. Etwa 500 m westlich fließt die Braunau und einen Kilometer östlich verläuft die Staatsstraße ST 2089.

## Geschichte
Das bayerische Urkataster zeigt Söll in den 1810er Jahren als ein Angerdorf mit 17 Herdstellen und, wohl durch Erbfolge, stark zersiedelten Wirtschaftsflächen.